# 日本藝術

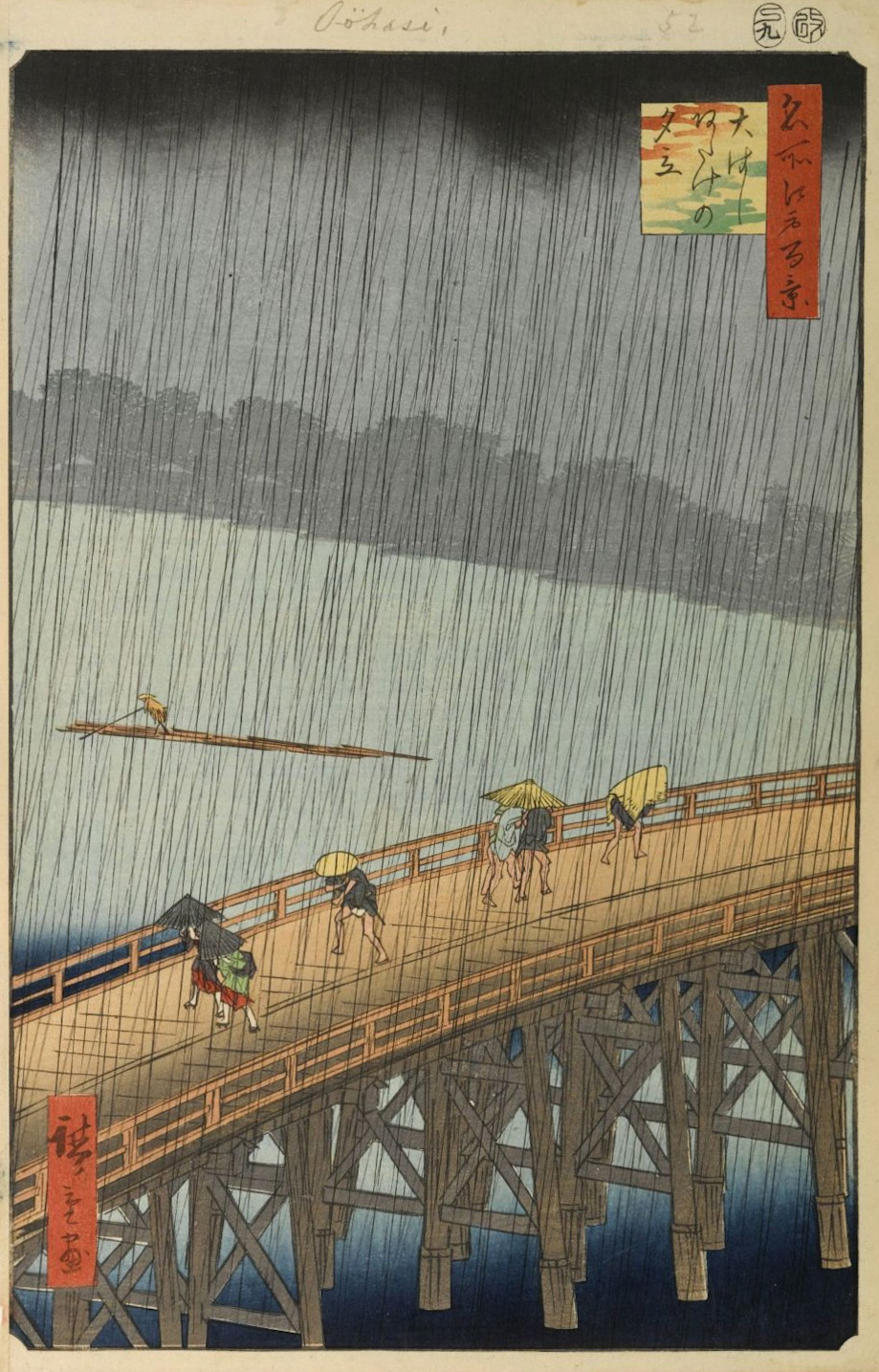
歌川廣重的浮世繪

日本藝術歷史悠久，可以追溯至西元前1000年。日本藝術範圍相當廣泛，從古代的陶器、雕刻到現代的漫畫及動畫都涵蓋其中。

## 历史
日本傳統的表演藝術有歌舞伎、能劇、狂言、文樂、漫才、落語等。能是一種日本獨有的古典歌舞劇，演員須帶著面具（能面）表演。歌舞伎起源於戰國時代末期，演員必須是男性，是比能更大眾化的藝術。文樂又名人形凈琉璃，是一種木偶戲。
日本繪畫有單色畫和雙色畫之分。浮世繪是日本畫中最廣為人知的一種，對西方的印象派產生了不小的影響。日本漆器工藝在世界享負盛名，「Japan」一字除瞭解作「日本」，亦為漆器之意。日本漆器的特色是以金銀作為裝飾花紋，即所謂的「蒔繪」，以金、銀屑嵌貼於漆液中，乾後推光處理，表現出極盡華貴的金銀色澤，有時並以螺鈿、銀絲、沈金嵌出花紋花鳥草蟲或吉祥圖案，具有極高的藝術價值。
花道、茶道和香道都是伴隨著佛教進入日本的，現在已在日本紮根，成為了日本藝術的重要組成部分。

## 外部連結
- The Art of Bonsai Project （页面存档备份，存于）

- The Vision and Art of Shinjo Ito （页面存档备份，存于）: Sculptures, calligraphy, photographs of a buddhist Great Master (Grand Acharya)
- Japanese Prints （页面存档备份，存于） by John Gould Fletcher
- Tokyo National Museum: Photographs from Japan Collection. Comprehensive collection from all periods.